# Er Roseires
Er Roseires (tiếng Ả Rập: الروصيرص, đã Latinh hoá: al-Rūṣayriṣ) là một thị trấn ở miền đông Sudan, cách biên giới với Ethiopia 60 km.
Lord Prudhoe đề cập đến thị trấn này trong nhật ký năm 1829 mà ông lưu giữ khi đi du lịch ở Sennar. Vào thời điểm đó, đây là nơi ở của Sheikh Suliman, người cai trị vùng hạ lưu sông Nin Xanh (Baḥr al-Azraq). Ông ta đã trả 1500 ounce vàng cho người Ai Cập từ nguồn thu của mình.
Đập Roseires nằm ngay phía thượng lưu của thị trấn.

## Khí hậu
El Roseires có khí hậu xavan nhiệt đới (Aw).
| Dữ liệu khí hậu của Er Roseires         | Dữ liệu khí hậu của Er Roseires | Dữ liệu khí hậu của Er Roseires | Dữ liệu khí hậu của Er Roseires | Dữ liệu khí hậu của Er Roseires | Dữ liệu khí hậu của Er Roseires | Dữ liệu khí hậu của Er Roseires | Dữ liệu khí hậu của Er Roseires | Dữ liệu khí hậu của Er Roseires | Dữ liệu khí hậu của Er Roseires | Dữ liệu khí hậu của Er Roseires | Dữ liệu khí hậu của Er Roseires | Dữ liệu khí hậu của Er Roseires | Dữ liệu khí hậu của Er Roseires |
| Tháng                                   | 1                               | 2                               | 3                               | 4                               | 5                               | 6                               | 7                               | 8                               | 9                               | 10                              | 11                              | 12                              | Năm                             |
| --------------------------------------- | ------------------------------- | ------------------------------- | ------------------------------- | ------------------------------- | ------------------------------- | ------------------------------- | ------------------------------- | ------------------------------- | ------------------------------- | ------------------------------- | ------------------------------- | ------------------------------- | ------------------------------- |
| Trung bình ngày tối đa °C (°F)          | 36 (97)                         | 37 (99)                         | 39 (102)                        | 40 (104)                        | 38 (100)                        | 35 (95)                         | 32 (90)                         | 31 (88)                         | 32 (90)                         | 36 (97)                         | 37 (99)                         | 36 (97)                         | 36 (97)                         |
| Trung bình ngày °C (°F)                 | 26 (79)                         | 27 (81)                         | 29 (84)                         | 31 (88)                         | 31 (88)                         | 28 (82)                         | 26 (79)                         | 26 (79)                         | 26 (79)                         | 28 (82)                         | 27 (81)                         | 26 (79)                         | 28 (82)                         |
| Tối thiểu trung bình ngày °C (°F)       | 15 (59)                         | 17 (63)                         | 19 (66)                         | 22 (72)                         | 23 (73)                         | 22 (72)                         | 21 (70)                         | 20 (68)                         | 20 (68)                         | 20 (68)                         | 23.8 (74.8)                     | 20.8 (69.4)                     | 20.3 (68.6)                     |
| Lượng Giáng thủy trung bình mm (inches) | 0 (0)                           | 0 (0)                           | 1 (0.0)                         | 13 (0.5)                        | 51 (2.0)                        | 126 (5.0)                       | 167 (6.6)                       | 203 (8.0)                       | 139 (5.5)                       | 34 (1.3)                        | 4 (0.2)                         | 0 (0)                           | 738 (29.1)                      |
| Nguồn: Weatherbase                      |                                 |                                 |                                 |                                 |                                 |                                 |                                 |                                 |                                 |                                 |                                 |                                 |                                 |